# João Tomás
João Henrique Pataco Tomás (Oliveira do Bairro, 27 maggio 1975) è un ex calciatore portoghese, di ruolo attaccante.

## Palmarès

### Club

#### Competizioni nazionali
- Girabola: 1

Recreativo do Libolo: 2014